# Чамлычок
Чамлычок (Талицкие выселки, Талицко-Чемлыцкие выселки) — упразднённая в  1967 году деревня Добринского района Липецкой области, вошедшая в состав поселка Добринка. В настоящее время микрорайон поселка Добринка.

## Топоним
Талицко-Чемлыцкие выселки — поскольку выселок села Талицкий Чамлык, далее упрощение в Талицкие высылки и Чамлычок (от Чамлык).

## География
Представляет собой достаточно ровную местность, с многочисленными западинами и болотами.
В непосредственной близости от микрорайона находятся ООП «Добринские болота».

## История
Основана жителями села Талицкий Чамлык во второй половине XIX века к югу от станции Добринка. 
В 1929—1930 г. — многие жители подверглись раскулачиванию. Воспоминания одного из раскулаченных — В. Г. Ларина, опубликованы его внуком Е. Гельбштейном (Пауцем).
1973 год — построен Добринский элеватор. Общая мощность предприятия по хранению зерновых культур 80000 тонн единовременного хранения.

### Административно-территориальная принадлежность
До 1918 года входила в состав Талицкой волости Усманского уезда Тамбовской губернии, c 1918 — Добринской волости Усманского уезда Тамбовской губернии (с 1923 года — Воронежской губернии). С 1928 года — в составе Добринского района ЦЧО, Воронежской области, с 6 января 1954 года — Липецкая область.

## Население
По данным за 1911 год, в деревне 80 дворов с 232 мужчинами и 247 женщинами.
В 1914 году в деревне проживало 764 человека.

## Инфраструктура
Личное подсобное хозяйство с зоной сельскохозяйственного использования, индивидуальная застройка усадебного типа.
В деревне были мельницы, кузницы. Жители занимались сельским хозяйством.

## Транспорт
Магистральными улицами являются: Кирова, Фрунзе, Нестерова, по которым проходят областные дороги п. Добринка — г. Воронеж, Добринка — Талицкий Чамлык.